# چارلی هر
چارلی هر (انگلیسی: Charlie Hare; ۱۶ مارس ۱۸۷۰ – ۱۰ اوت ۱۹۴۷) ورزشکار فوتبال اهل بریتانیا بود.
از باشگاه‌هایی که در آن بازی کرده‌است می‌توان به باشگاه فوتبال بیرمنگام سیتی، باشگاه فوتبال آرسنال، باشگاه فوتبال استون ویلا، باشگاه فوتبال واتفورد، و باشگاه فوتبال پلیموث آرگیل اشاره کرد.